# Vincebus Eruptum
Vincebus Eruptum é o álbum de estreia da banda de rock estadunidense Blue Cheer. Foi lançado em janeiro de 1968.
O álbum é muitas vezes considerado o primeiro do gênero heavy metal, devido a uma atmosfera pesada nas músicas, com distorções e feedback nas guitarras, uma bateria pesada e o vocal cru de Dickie Peterson. O Blue Cheer na época dizia que tudo o que faziam era "pegar o blues e distorcê-lo até se tornar irreconhecível".

## Faixas

### Lado um
1. "Summertime Blues" (Eddie Cochran) – 3:47
2. "Rock Me Baby" (Josea/B.B. King) – 4:22
3. "Doctor Please" (Dickie Peterson) – 7:53

### Lado dois
1. "Out of Focus" (Peterson) – 3:58
2. "Parchment Farm" (Mose Allison) – 5:49
3. "Second Time Around" (Peterson) – 6:17

## Músicos
- Dickie Peterson - Baixo, vocal
- Leigh Stephens - Guitarra
- Paul Whaley - Bateria